# Bodenwies
Bodenwies är ett berg i Österrike.   Det ligger i distriktet Steyr-Land och förbundslandet Oberösterreich, i den nordöstra delen av landet, 140 km väster om huvudstaden Wien. Toppen på Bodenwies är 1 540 meter över havet, eller 688 meter över den omgivande terrängen. Bredden vid basen är 15,9 km.
Terrängen runt Bodenwies är huvudsakligen kuperad, men söderut är den bergig. Runt Bodenwies är det ganska glesbefolkat, med 39 invånare per kvadratkilometer.. Närmaste större samhälle är Landl, 15,8 km sydost om Bodenwies. 
I omgivningarna runt Bodenwies växer i huvudsak blandskog.